# آلیسون اسکالیوتی
آلیسون گلن اسکالیوتی (به انگلیسی: Allison Glenn Scagliotti) (زاده ۲۱ سپتامبر ۱۹۹۰) بازیگر آمریکایی است که بیشتر برای بازی در سریال انبار ۱۳ از شبکه سای فای شناخته می‌شود.
اسکالیوتی در شهر مونته ری در ایالت کالیفرنیا به دنیا آمد. او در ۵ ساگی به مندویل در ایالت لوئیزیانا نقل مکان کرد و در گروه درام مدرسه‌اش عضو شد. آلیسون در سال ۲۰۰۳ همراه با مادرش به لس آنجلس رفت.
او در فیلم مجموعه تلویزیونی بازی کرده‌است.
او هم‌اکنون در دانشگاه نیویورک مشغول به تحصیل است.